# Papa Sisto V
Sisto V, in latino Sixtus PP. V, nato Felice di Peretto detto anche Felice Piergentili Peretti e a trent'anni Felice Peretti (Grottammare, 13 dicembre 1521 – Roma, 27 agosto 1590), è stato il 227º papa della Chiesa cattolica (226º successore di Pietro) dal 1585 alla morte; apparteneva all'ordine dei frati minori conventuali.

## Biografia
Felice nacque a Grottammare, piccolo villaggio di pescatori delle Marche meridionali, allora nella giurisdizione di Fermo. Il padre, Peretto di Montalto, si era rifugiato a Grottammare per sfuggire alle angherie del Duca d'Urbino, trovandovi un lavoro come giardiniere. Qui conobbe Mariana, di Frontillo di Sopra di Pievebovigliana, che lavorava al servizio del possidente Ludovico De Vecchis (nobile famiglia originaria di Fermo), e la sposò.
Felice visse un'infanzia molto povera. Ultimo nato della famiglia, svolse lavori umili insieme ai genitori. A 25 km di distanza da Grottammare, sull'Appennino umbro-marchigiano, suo zio materno, Salvatore Ricci, viveva nel convento di San Francesco delle Fratte a Montalto. All'età di nove anni Felice entrò nel convento francescano. A 12 anni iniziò il noviziato. Nel 1535 vestì l'abito francescano: assunse così il nome di fra Felice, mantenendo il nome di battesimo. Da allora iniziò gli studi filosofici e teologici che lo portarono a spostarsi in diversi conventi dell'Ordine, per ascoltare i maestri migliori. Concluse gli studi nella magna domus francescana di Bologna (settembre 1544). Tre anni prima, nel 1541, era stato ordinato diacono.
Successivamente fra Felice fu “baccelliere di convento”, cioè insegnante di metafisica e diritto canonico nei monasteri dell'Ordine a Rimini e poi a Siena. Nel 1547 fu ordinato sacerdote; l'anno successivo ottenne il dottorato in teologia all'ateneo di Fermo; qui ricevette anche il titolo di maestro (1548) dal generale dell'Ordine dei Francescani conventuali, Bonaventura Fauni-Pio. Diede presto prova di una rara abilità sia come predicatore che nella dialettica. Il 14 giugno del 1551, a Montalto per affari, si dichiarò per la prima volta col cognome Peretti.
Nel 1552 si recò una prima volta a Roma su invito del cardinale Rodolfo Pio, protettore del suo ordine, per tenere alcune omelie durante la Quaresima. Come predicatore francescano tenne le omelie quaresimali nella Basilica dei Santi XII Apostoli. Ebbe modo quindi di mostrare le sue rimarchevoli abilità oratorie riscuotendo molta impressione e guadagnandosi la stima di due futuri grandi e famosi personaggi: san Filippo Neri e sant'Ignazio di Loyola. Un incontro decisivo fu quello con il cardinale Michele Ghislieri, che negli anni successivi divenne il suo grande protettore. Rimase a Roma per il resto dell'anno.
Tornò nella Città eterna nel 1556, quando fu nominato membro della commissione creata da papa Paolo IV per elaborare una riforma della Curia romana. Successivamente fu nominato reggente dell'Università di Venezia. L'anno successivo fu nominato inquisitore della città lagunare. Noto per il suo rigore, divenne inviso alle autorità locali, che ottennero che fosse richiamato a Roma; ciò avvenne effettivamente nel 1560. Tornato a Roma, padre Felice continuò l'incarico di consulente del Sant'Uffizio, ottenne la docenza all'Università La Sapienza e fu procuratore generale e vicario apostolico dei francescani conventuali.
Nel 1565 il pontefice Pio IV lo nominò membro della commissione dell'Inquisizione inviata in Spagna per il processo all'arcivescovo di Toledo, Bartolomé Carranza. Nacquero in quell'occasione delle incomprensioni con il presidente della commissione, il cardinale Ugo Boncompagni; la forte antipatia personale che ne derivò ebbe una marcata influenza sugli eventi degli anni successivi.
Nel 1566 Michele Ghislieri, diventato papa con il nome di Pio V, lo nominò vescovo e vicario generale dei Frati conventuali e nello stesso anno, il 15 novembre, gli fu assegnata la diocesi di Sant'Agata dei Goti (nella Terra di Lavoro). Nel 1570 lo creò cardinale con il titolo di San Girolamo degli Schiavoni. Nel 1572 fu eletto papa il Boncompagni. In poco tempo, il cardinal Montalto, come veniva generalmente chiamato, perse tutte le cariche fino ad allora accumulate. Dal 1571 al 1577 fu vescovo di Fermo.
Per tutto il resto del pontificato di Gregorio XIII fece una vita ritirata. Nella sua villa sull'Esquilino iniziò a scrivere un'opera su Sant'Ambrogio. Durante questi anni, uno dei segretari del cardinale fu il serissimo e affidabile perugino Scipione Tolomei, raccomandatogli da Fulvio Giulio della Corgna, che svolse impeccabilmente il servizio, prima di dedicarsi alla cancelleria del Marchesato di Castiglione del Lago.

### Conclavi
Il cardinal Peretti partecipò al conclave del 1572, che elesse papa Gregorio XIII, e a quello del 1585, che lo vide eletto nonostante non fosse indicato da nessuno dei partiti dominanti nel collegio cardinalizio.

### Cronologia incarichi
- 1541: è diacono
- 1547: è sacerdote

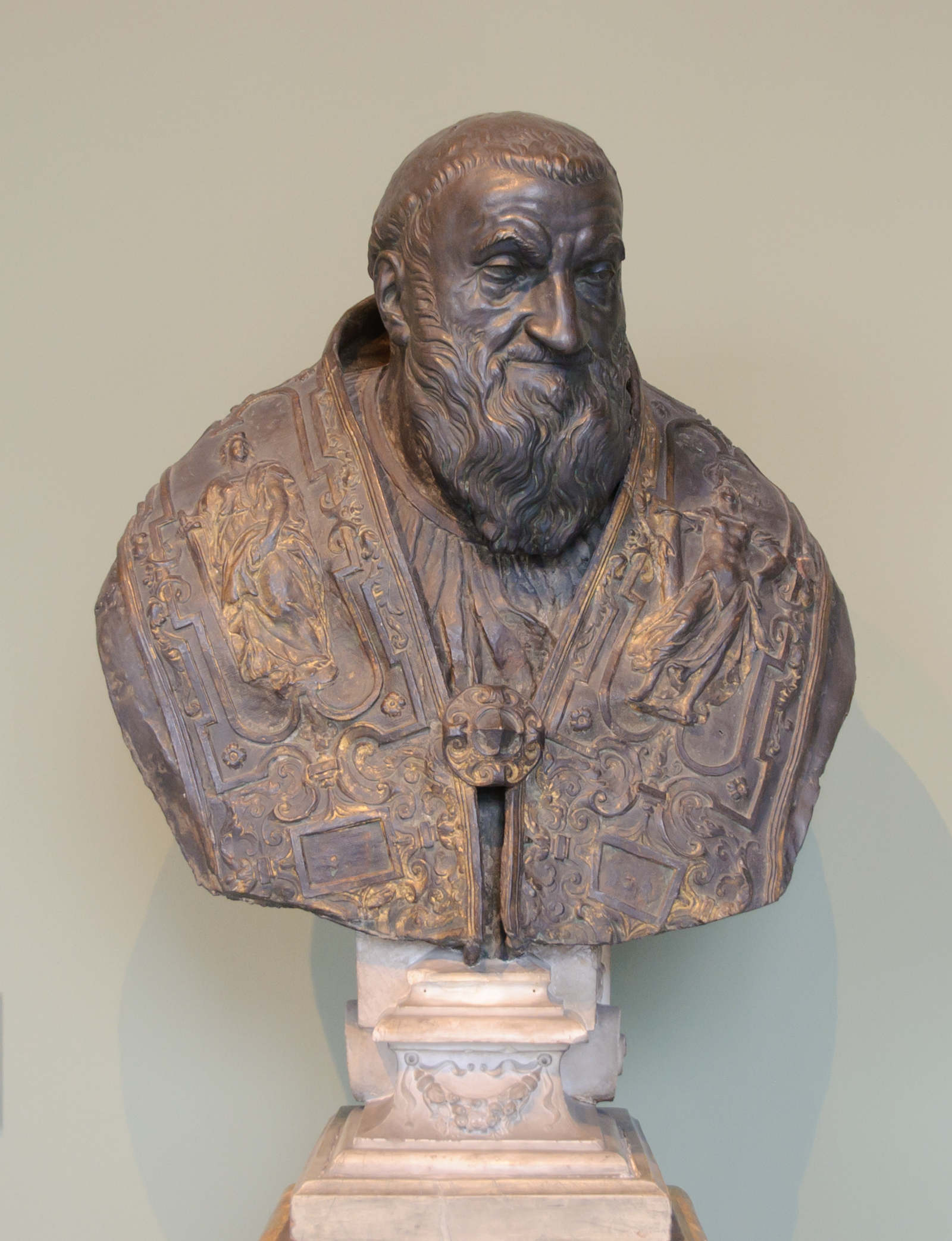
Taddeo Landini. Busto di Sisto V (1587).

- 22 luglio 1548: il generale dell'Ordine francescano gli conferisce il titolo di magister (maestro)
- 1548-1551: è prefetto dello studium francescano di Fermo;
- 1551-1553: è rettore del convento francescano di Siena;
- 1553-1556: è rettore del convento francescano di San Lorenzo a Napoli;
- Luglio 1556: è rettore del convento francescano dei Frari a Venezia;
- 1556: è nominato membro della commissione incaricata della riforma della Curia romana;
- 17 gennaio 1557-1560: è inquisitore della città di Venezia;
- 1560-1585: è membro dell'Inquisizione romana e consulente teologico della Curia romana;
- 1561-1566: è Procuratore francescano;
- 1565: è membro distaccato della delegazione dell'Inquisizione in Spagna;
- 1566: è nominato vescovo; fu consacrato il 12 gennaio 1567 nella basilica di San Lorenzo a Napoli;
- 1566-1585: è vicario generale dell'Ordine francescano;
- 15 novembre 1566-17 dicembre 1571: è vescovo di Sant'Agata dei Goti;
- Papa Pio V lo nomina suo confessore;
- 15 maggio 1570: è creato cardinale presbitero; il 9 giugno assume il titolo di San Girolamo degli Schiavoni;
- 17 dicembre 1571 - 14 agosto 1577: è vescovo di Fermo.
- 24 aprile 1585: è eletto papa.

### Il conclave del 21-24 aprile 1585
Il 21 aprile 1585 42 cardinali (dei 60 aventi diritto) si riunirono in conclave nel Palazzo Apostolico. Il 24 aprile il cardinale Peretti fu eletto; venne incoronato, sempre in Vaticano, il 1º maggio da Ferdinando de' Medici, cardinale protodiacono. Assunse il nome pontificale di Sisto in memoria del predecessore Sisto IV (1471-1484), appartenente anch'egli all'Ordine francescano.
 
Uno dei fattori che favorirono la sua vittoria fu il suo vigore fisico, che sembrava promettere un lungo pontificato.
L'ultimo papa francescano dopo Sisto V sarà Clemente XIV (1769-1774).

## Il pontificato
- Sovrintendente generale: Alessandro Damasceni Peretti (1586-1590)
- Vice-Cancelliere: Alessandro Damasceni Peretti (1589-1623)
- Camera Apostolica:
  - Camerlengo: Enrico Caetani (1587-1599)
  - Tesoriere: Bartolomeo Cesi (1589-1596)
- Congregazioni:
  - Inquisizione: Giulio Antonio Santori (1587-1602)
  - Indice: Philippe de Lénoncourt (1588-1592)
  - Concilio: Antonio Carafa (1586-1591)
- Tribunali della Curia:
  - Penitenziere Maggiore: Ippolito Aldobrandini (1586-1592)
  - Prefetto della Segnatura Apostolica: ...; Paolo Emilio Sfondrati (1591-1610)
  - Decani della Rota Romana: Giovanni Battista de Rubeis (1573-1590); Séraphin Olivier-Razali (1590-1602)
- Vicario per la diocesi di Roma: Girolamo Rusticucci (1588-1603)

### Relazioni con le istituzioni della Chiesa
Riforma della Curia romana
Il pontificato di Sisto V si inseriva nel percorso della Controriforma e dell'attuazione dei decreti emanati dal Concilio di Trento. Il 20 dicembre 1585 Sisto V pubblicò la costituzione apostolica Romanus pontifex: essa è ricordata per aver reinstaurato la prassi della Visita ad limina, dando concreto significato al principio dell'obbligo di residenza dei vescovi e della loro dipendenza dal Papa, ribadito sin dalla prima fase del Concilio. Tutti i patriarchi e vescovi, dopo la consacrazione, si dovevano impegnare a recarsi nell'Urbe, innanzitutto per visitare le tombe degli Apostoli Pietro e Paolo, indi per rappresentare alla Santa Sede la situazione della propria diocesi. Se un prelato non avesse potuto recarsi a Roma personalmente, avrebbe inviato un suo rappresentante.
Il 3 dicembre 1586 Sisto V pubblicò la costituzione apostolica Postquam verus, con la quale riformò il Collegio cardinalizio. Il documento conteneva le seguenti prescrizioni:
- la composizione del collegio cardinalizio non può superare il numero di 70 cardinali (prima non esisteva un limite massimo). Tra di essi, non ci possono essere più di 6 cardinali vescovi (o vescovi suburbicari), 50 cardinali presbiteri e 14 cardinali diaconi. In questo senso Sisto V modificò le decisioni del Concilio di Costanza (1414-1418). La norma da lui fissata rimase in vigore per oltre tre secoli, fino al pontificato di Giovanni XXIII;
- chi è nato da una relazione extra-coniugale non può accedere alla porpora cardinalizia;
- ugualmente chi ha una prole non può diventare cardinale;
- una persona, per essere creata cardinale, deve avere compiuto 22 anni e deve avere ricevuto gli Ordini sacri.

Al momento della sua salita al Soglio, il governo centrale della Chiesa aveva già come perno le Congregazioni permanenti. Sisto V ne aumentò il numero e ne istituì di nuove. Il pontefice ereditò dai suoi predecessori i seguenti dicasteri: Congregazione dell'Inquisizione, Congregazioni dell'Indice, del Concilio e dei Vescovi, più altre a carattere temporaneo. Il 17 maggio 1586 il pontefice creò la Congregazione per i Regolari.
Il 22 gennaio 1588 Sisto V pubblicò la costituzione apostolica Immensa Aeterni Dei, con la quale riorganizzò la Curia romana fissando in 15 il numero delle Congregazioni cardinalizie permanenti, di cui nove deputate al governo della Chiesa e le sei restanti all'amministrazione dello Stato pontificio.
In un altro provvedimento, il pontefice modificò la composizione dell'ufficio del Protonotari apostolici fissandolo in dodici membri.
Fondò infine la Stamperia vaticana, per la stampa dei documenti ufficiali della Santa Sede (breve Eam semper, 27 aprile 1587).
Provvedimenti relativi alle Congregazioni
Il pontefice:
- Approvò i Foglianti, una diramazione dei Cistercensi, ed assegnò loro un convento a Roma presso Santa Pudenziana (breve Religiosos viros del 5 maggio 1586);
- Riconobbe come ordine religioso propriamente detto gli Ospedalieri fondati da Giovanni di Dio, chiamati popolarmente Fatebenefratelli (breve Etsi pro debito, 1º ottobre 1586);
- Concesse l'approvazione pontificia agli Agostiniani scalzi, istituto religioso sviluppatosi da un ramo degli Eremiti di Centorbi, nei pressi di Catania (19 aprile 1587);
- Il 10 luglio 1587 fu eretta in Congregazione la provincia dei Carmelitani Scalzi, fondati in Spagna da Teresa di Gesù nel 1562 e 1568.
- Approvò i Chierici regolari minori, fondati da Francesco Caracciolo (bolla Sacrae religionis del 1º luglio 1588);
- Sostenne l'Ordine francescano approvando la fondazione del collegio di San Bonaventura a Roma (oggi Pontificia facoltà teologica San Bonaventura) presso il convento dei SS. Apostoli (18 dicembre 1587).

#### Decisioni in materia liturgica

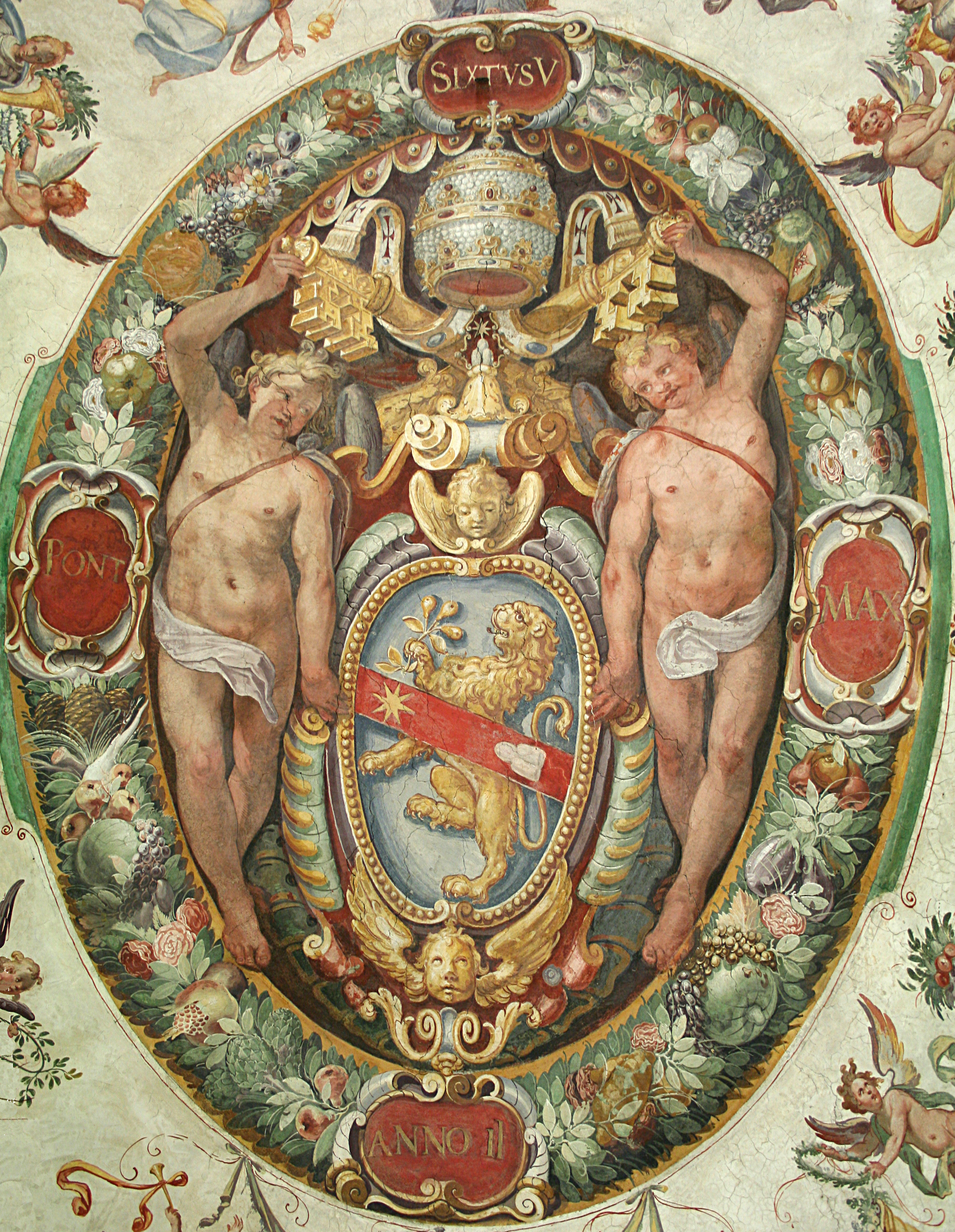
Stemma di papa Sisto V.

- Sisto V nominò una Commissione incaricata di studiare e revisionare la Vulgata (ovvero la Bibbia in latino, lingua ufficiale della Chiesa). Per il pontefice si trattava di portare a compimento gli atti del Concilio di Trento. La commissione, presieduta dal cardinale Antonio Carafa, dopo due anni presentò il proprio lavoro al pontefice (novembre 1588), che però si dichiarò insoddisfatto. Sisto V decise di procedere autonomamente, coadiuvato da alcuni collaboratori. Scelse, tra gli altri, il gesuita Francisco de Toledo predicatore pontificio, e l'agostiniano Angelo Rocca, correttore della Biblioteca e della Tipografia Vaticana. La versione approvata dal pontefice, però, presentò numerosi errori, che risultarono evidenti ancora prima della sua pubblicazione. A tutt'oggi non è certo che l'edizione sistina della Vulgata sia mai andata in stampa[7]
- Il pontefice istituì la festa della Presentazione della Beata Vergine Maria.
- Durante i lavori di ristrutturazione del Palazzo Laterano emersero alcune monete di epoca romana: recavano su un lato una croce e, sull'altro, l'effigie di uno dei primi imperatori cristiani. La scoperta confortò il pontefice nell'idea dell'esistenza di una continuità diretta tra la grandezza di Roma e la grandezza del cristianesimo. Egli dunque concesse una serie di indulgenze.
- Il pontefice fissò l'obbligo per tutto il clero di indossare il proprio abito in tutte le apparizioni pubbliche.

#### Decisioni in materia di etica e morale cristiana
- Il pontefice affermò che l'aborto è un crimine paragonabile all'omicidio (bolla Effraenatam,  29 ottobre 1588).

#### Altri documenti del pontificato
- Nel 1585 approvò la fondazione, da parte del missionario gesuita Juan de Atienza, del Collegio di San Martino, la prima scuola pubblica aperta a Lima, in Perù;
- Il 5 gennaio 1586 il pontefice pubblicò la bolla Coeli et terra creator, diretta «contro gli esercenti dell'arte dell'astrologia giudiziaria e ogni altro genere di divinazione»[11], che condannava l'astrologia e la magia rinascimentale e stabiliva la competenza degli inquisitori anche nelle semplici pratiche di magia (ovvero le pratiche illusionistiche, quelle che non producono effetti concreti sulle persone)[12].
- Nello stesso anno (1586) Sisto V approvò la fondazione dell'Università di San Fulgenzio a Quito (oggi Università Centrale), prima università dell'Ecuador. Sempre nello stesso anno approvò l'apertura, a Bologna, seconda maggiore città dello Stato Pontificio, del «Collegio Montalto» per l'educazione primaria e secondaria e del Monte del Matrimonio, un'istituzione benefica.[13]
- Con il motu proprio Provida Romani (29 aprile 1587) il pontefice annullò l'istituzione di un Archivio generale ecclesiastico a Roma e ingiunse a tutti i vescovi e ai superiori degli Istituti religiosi d'Italia di redigere, entro un anno, un inventario di tutti i beni e documenti appartenenti agli enti di cui fossero a capo.[14]
- Nel 1589 sciolse l'Ordine dei Cavalieri Gaudenti, ordine monastico-militare nato tre secoli prima.
- Nello stesso anno (1589), con la bolla Cum pro nostri temporali munere, papa Sisto V riorganizzò il coro di San Pietro; successivamente furono ammessi nella cappella papale anche i cantori castrati.

### Relazioni con i monarchi europei
Imperatore del Sacro Romano Impero

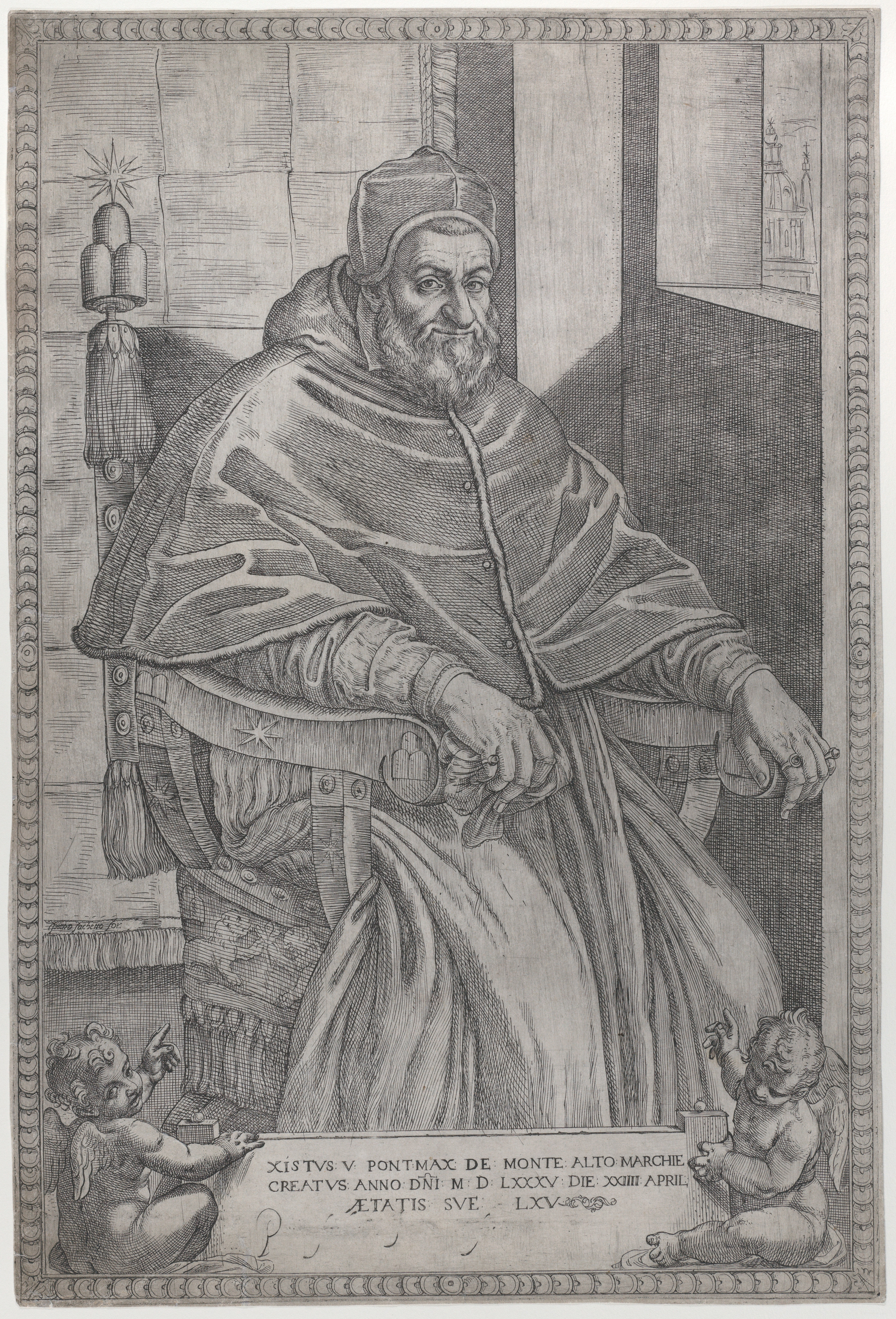
Ritratto di Papa Sisto V di Pietro Facchetti, 1585, Metropolitan Museum of Art

Rodolfo II era cattolico e rimase alleato del pontefice.
Re di Francia
Papa Sisto V continuò la linea del predecessore Gregorio XIII: appoggiò la Lega cattolica di Enrico di Guisa (sostenuta dal re di Spagna) e contrastò gli ugonotti, il cui massimo esponente era Enrico di Navarra, erede al trono. Sisto V intervenne personalmente nella contesa il 9 settembre 1585 scomunicando Enrico di Navarra. Uno degli effetti della scomunica fu quello di cancellare i suoi diritti di successione. Nel 1588 la Santa Sede interruppe le relazioni diplomatiche con il regno di Francia a causa dell'assassinio del cardinale Luigi di Guisa.
Re di Spagna
Dopo che nel regno di Francia gli ugonotti ebbero preso il sopravvento sui cattolici, la Spagna intervenne militarmente: Filippo II dislocò sue truppe sul territorio francese poi occupò il Vermandois, parte della Piccardia, Calais ed alcune basi navali. Il pontefice prese le parti della Spagna. La partita però si complicò a causa dell'assassinio di re Enrico III di Francia, avvenuto il 2 agosto 1589. Il pontefice condannò pubblicamente l'attentato e considerò re Filippo II moralmente responsabile: egli dovette comparire, sotto pena di scomunica, davanti al suo tribunale.
Re di Polonia
Dopo la morte improvvisa di Stefano I Báthory (12 dicembre 1586), il pontefice seguì attentamente gli eventi. Si disputarono la successione l'arciduca Massimiliano d'Austria e Sigismondo III di Svezia. Il pontefice inviò in Polonia come nunzio apostolico il cardinale Ippolito Aldobrandini (anch'egli marchigiano), il quale riuscì a concludere la pace tra le opposte fazioni: Sigismondo fu eletto re.

### Contrasto al protestantesimo
Come il predecessore Gregorio XIII, Sisto V fece diversi tentativi per ripristinare la religione cattolica in Inghilterra. Appoggiò il progetto di invasione propostogli dal re di Spagna Filippo II con un finanziamento di un milione di scudi. Filippo II approntò un'armata navale composta da 130 vascelli e 24.000 uomini (20.000 soldati e 4.000 marinai). L' “Invincibile Armata” salpò a fine maggio 1588; lo scontro con la marina inglese (22 galeoni e 108 vascelli mercantili armati) si risolse però con la decisiva vittoria di quest'ultima (8 agosto 1588).

### Provvedimenti riguardanti gli ebrei
Con la bolla Christiana pietas (1586) Sisto V abolì parte delle disposizioni contenute nella Hebraeorum gens di Pio V (1569), ritenute troppo punitive. Consentì agli ebrei di abitare nelle città e nei centri maggiori senza più l'obbligo di risiedere nel ghetto, permise nuovamente l'esercizio del commercio (escludendo solo il grano ed altri generi alimentari), abolì l'uso della rotella di stoffa gialla cucita sull'abito nella parte sinistra del petto come contrassegno e consentì ai medici ebrei di curare i cristiani..

### Governo dello Stato Pontificio

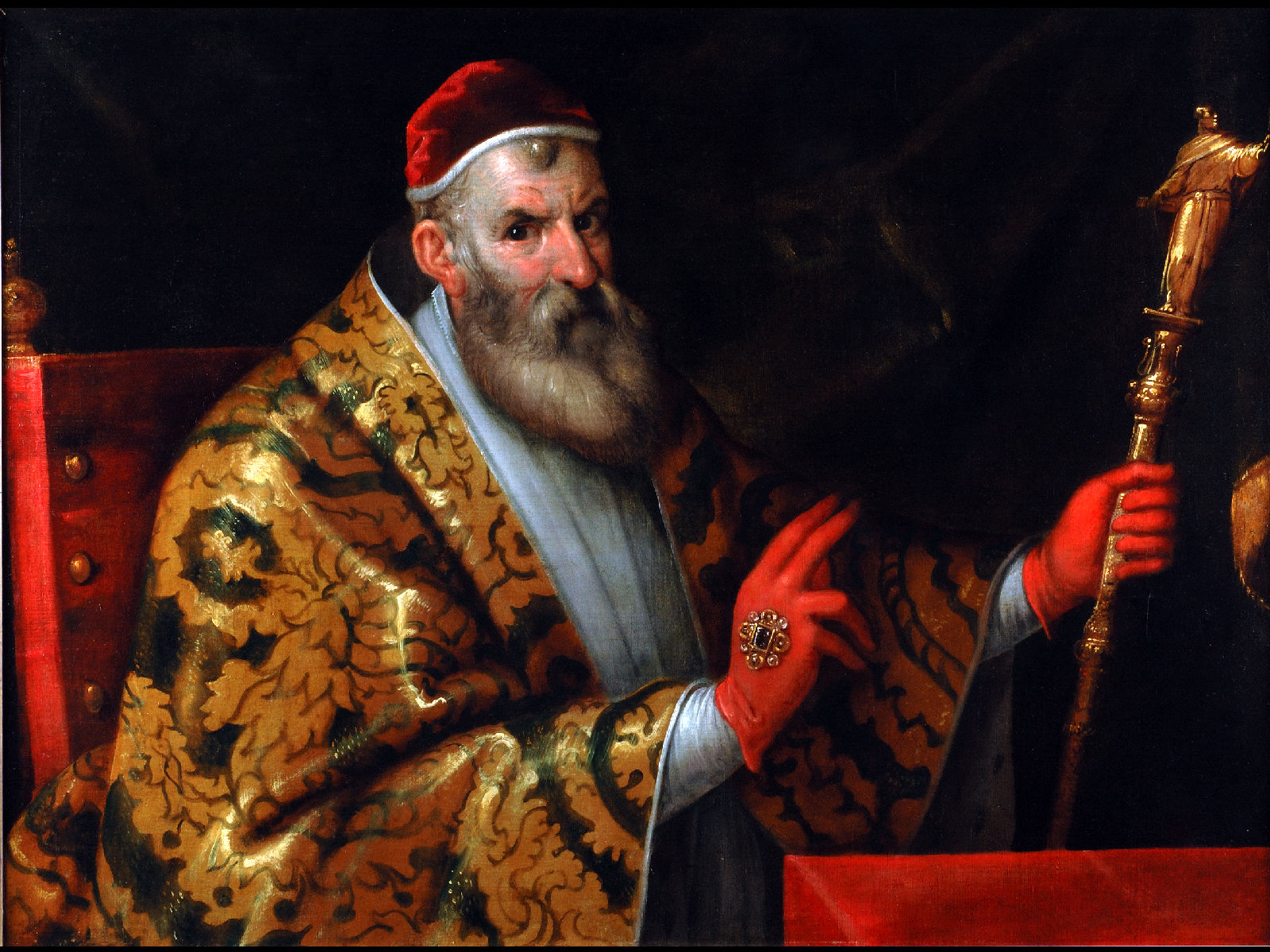
Sisto V ritratto da Filippo Bellini, Castello di Pau.

Con la costituzione apostolica Romanus pontifex (1585) Sisto V attribuì al governatore di Roma i poteri di vice-camerlengo (il camerlengo era, all'epoca, il cardinale responsabile dell'amministrazione delle finanze della Curia e dei beni temporali della Santa Sede).
Nel settembre 1587 il pontefice inviò cinque esperti funzionari della Camera apostolica nelle province dello Stato pontificio, assegnando loro il compito di controllare il funzionamento degli uffici per accertare eventuali abusi di potere o segnalare episodi di malagestione. La missione fu eseguita in pochi mesi terminando nel gennaio successivo; nella relazione che ne seguì, i cinque esperti approvarono sostanzialmente l'operato degli uffici locali e suggerirono una serie di misure atte a migliorare la redditività dei beni pubblici.
Con la bolla Immensa aeterni Dei (1588) Sisto V attribuì a sei Congregazioni cardinalizie il compito di amministrare lo Stato della Chiesa. Inoltre varò nuove misure per regolamentare l'economia e le finanze pubbliche. Alcune cariche furono messe in vendita; vennero fondati nuovi "Monti" e introdotte nuove tasse. La Camera Apostolica accumulò un ampio surplus. Parte del denaro raccolto fu investita per la bonifica delle paludi pontine (solo avviata), per promuovere l'agricoltura e sostenere il commercio di lana e seta. Il pontefice si occupò anche di sicurezza e ordine pubblico: la mancanza di un vero e proprio corpo di guardie aveva generato una situazione di semi-anarchia in vaste parti dello Stato della Chiesa. Il pontefice adottò severe misure volte a reprimere il banditismo. Il pontefice vietò su tutto il territorio pontificio di portare indosso armi di media e grossa taglia. Inoltre relegò in ristrette zone la prostituzione di strada e vietò in modo deciso che le madri potessero far prostituire le figlie giovani.

### Opere realizzate a Roma

L'architetto Domenico Fontana.

Sisto V commissionò all'architetto Domenico Fontana:
- la costruzione del nuovo Palazzo Laterano (l'edificio preesistente fu demolito). Il nuovo palazzo (1586-1589), come il precedente, fu utilizzato come residenza estiva del pontefice;
- il completamento della cupola di San Pietro, che il Fontana eseguì insieme a Giacomo Della Porta;
- la costruzione delle fondamenta di una nuova e più ampia sede della Biblioteca Vaticana (1587);
- l'edificazione dell'Ospizio dei Mendicanti, opera caritatevole per l'assistenza ai bisognosi. La struttura poteva ospitare fino a duemila persone;
- il restauro della Colonna Traiana e della Colonna di Marco Aurelio. Al termine del restauro, fece porre due statue alla sommità delle colonne romane, rispettivamente, una statua di San Pietro e una di San Paolo;
- la realizzazione di una cappella monumentale nella Basilica di Santa Maria Maggiore, dedicata alla propria sepoltura e a quella dei propri familiari;

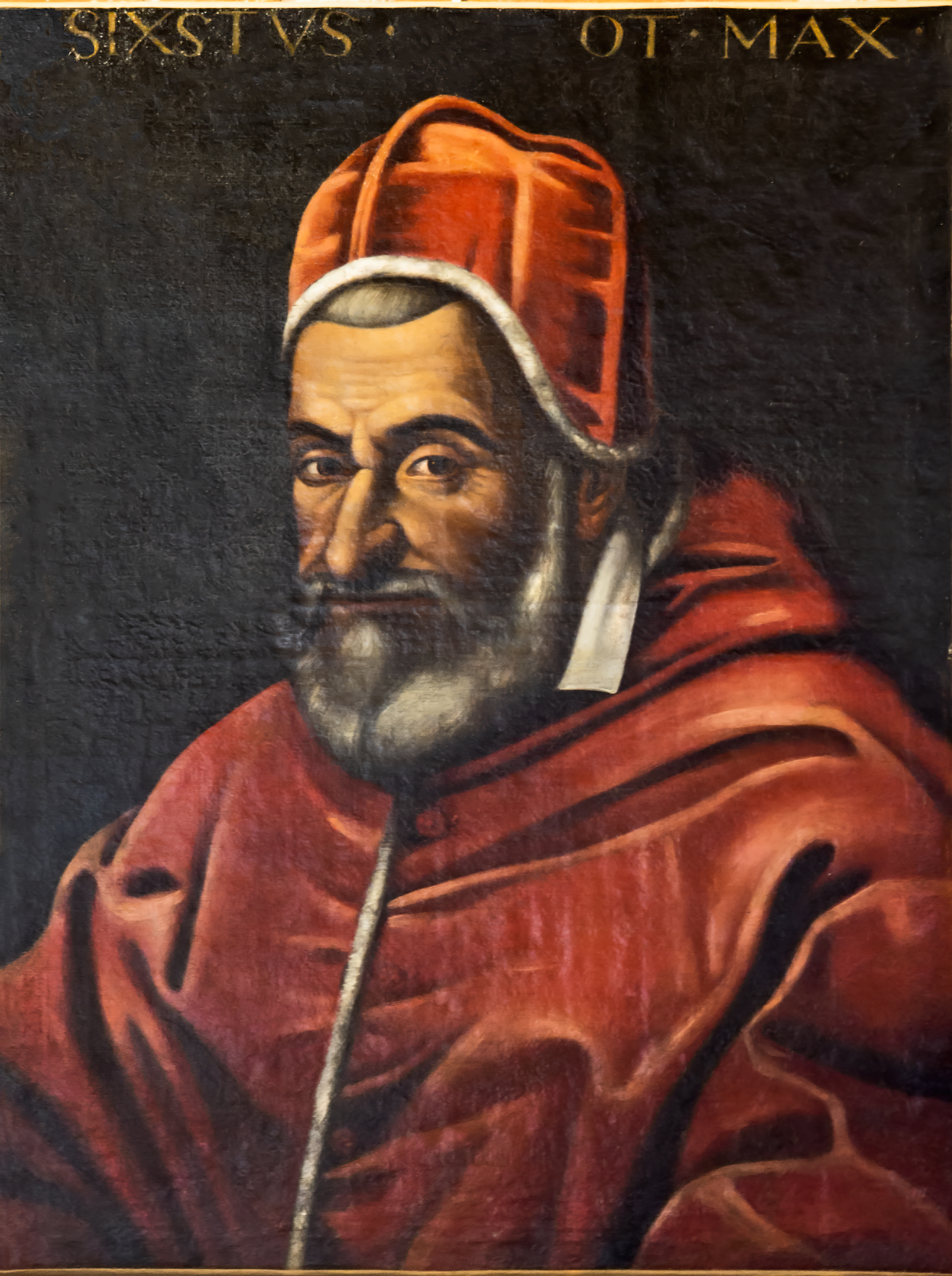
Sisto V in un ritratto di artista anonimo esposto nella Cattedrale di Albi

Fontana si occupò anche, su ordine del pontefice, della distruzione delle rovine del Settizonio, edificio risalente all'inizio del III secolo di cui rimanevano i ruderi. Altri lavori eseguiti a Roma furono: la loggia “di Sisto” o “delle benedizioni” a San Giovanni in Laterano; l'erezione di quattro obelischi, compreso quello in Piazza San Pietro, il più alto di tutti. L'obelisco Vaticano, infatti, è alto 40 metri (25,30 senza il basamento) e pesa 332 tonnellate. Nell'estate del 1586 il pontefice commissionò all'architetto Fontana il trasferimento dell'imponente monumento dal Circo di Nerone, dove si trovava dal 40 d.C. (vi era stato portato dall'imperatore Caligola, di ritorno da Alessandria d'Egitto), al centro geometrico di Piazza San Pietro. Per il trasferimento dell'opera occorsero quattro mesi di lavoro e furono impiegati 900 uomini, 75 cavalli e 40 argani. Dal 10 settembre 1586 svetta nella piazza, come un enorme dito che punta in cielo, a ricordare che il destino di tutti risiede nella Casa del Signore.
Il pontefice ricevette la visita di una delegazione di cristiani giapponesi di alto lignaggio inviata dal gesuita Alessandro Valignano. Giunta a Roma negli ultimi giorni di regno di Gregorio XIII, la delegazione si trattenne fino al 3 giugno 1585. Il pontefice insignì gli ambasciatori della cittadinanza onoraria romana, oltre a fare loro dono della Chiesa di Santa Maria dell'Orto. Questa rappresenta da allora il luogo di culto di riferimento per la comunità cattolica giapponese della capitale italiana.
Nel 1587 Sisto V acquistò dai Carafa la villa di Monte Cavallo (sul colle Quirinale) per farne la sua primaria residenza estiva. La fabbrica dell'edificio fu ampliata fino a raggiungere le dimensioni di un grande palazzo: divenne così il Palazzo di monte Cavallo, poi portato a termine dai pontefici successivi (oggi è il Palazzo del Quirinale). Sisto V inoltre concepì un progetto di grande riqualificazione urbana nell'Urbe, incentrato attorno alla basilica di Santa Maria Maggiore, comprendente l'apertura di sei nuove strade.
Il Papa fece tracciare una nuova via che, attraversando le tre colline del Rione Monti, collegava Trinità dei Monti con San Giovanni in Laterano e Santa Croce in Gerusalemme: la via Sistina il cui percorso (che attraversa le Quattro Fontane al Quirinale, il Viminale, S. Maria Maggiore all'Esquilino, fino al palazzo del Laterano) è contrassegnato da grandi obelischi egizi, eretti dall'architetto papale Domenico Fontana.
Infine, Sisto V pose le premesse per lo sviluppo urbano di Roma al di fuori dei quartieri abitati accanto al Tevere: integrò Borgo (sino a quel tempo autonomo) come quattordicesimo rione della città. Le strade realizzate all'interno delle mura aureliane indicarono le linee di sviluppo seguite nei tre secoli successivi.
Inoltre il pontefice:
- Fece costruire un nuovo acquedotto; l'infrastruttura prese il nome di Acqua Felice (ottobre 1589). Realizzato da Giovanni Fontana, fu il primo acquedotto costruito a Roma dopo la fine dell'Impero romano;
- Dopo l'acquedotto furono realizzati dei condotti sotterranei. Per la distribuzione dell'acqua agli abitanti furono realizzate delle fontane monumentali. Esse sono: Fontana dell'Acqua Felice, Fontana dei Dioscuri e Quattro Fontane. Fece costruire la prima fontana nella Piazza del Campidoglio (la fontana attuale è di un'epoca successiva);
- Fece realizzare un arco monumentale a completamento dell'acquedotto Acqua Felice. Anch'esso prese il nome del pontefice e fu denominato Arco di Sisto V;
- Fece ricostruire interamente la Chiesa di San Girolamo degli Schiavoni, affidando i lavori a Martino Longhi, per riconoscenza della sua origine dalmata e per la venerazione di questo Santo e Dottore della Chiesa.

Lo scultore Taddeo Landini eseguì un noto busto in bronzo del pontefice.
Secondo alcune fonti, il pontefice concepì il progetto del trasporto del Santo Sepolcro in Italia.

## Morte e sepoltura

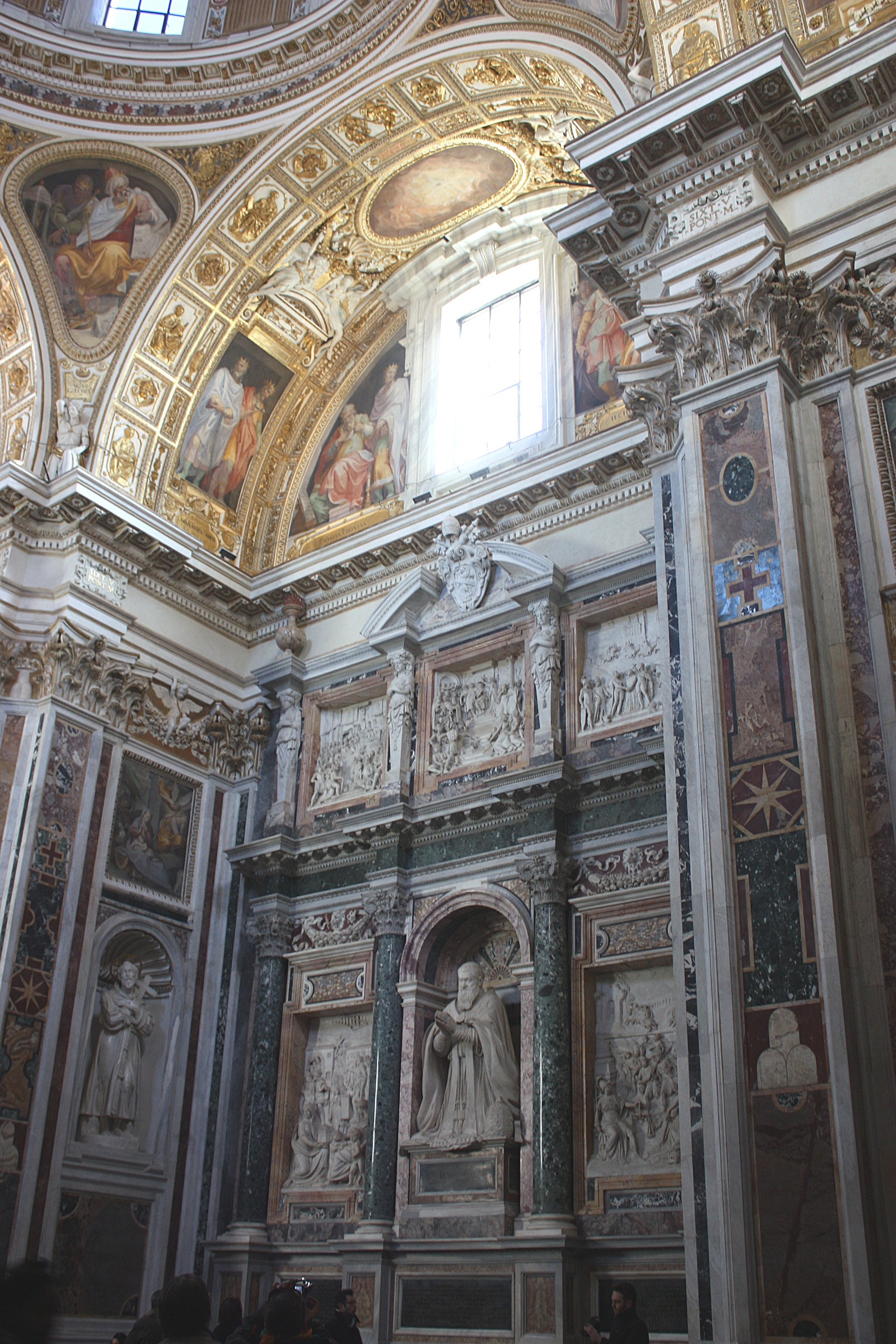
Tomba di papa Sisto V nella basilica di Santa Maria Maggiore

Papa Sisto V morì di malaria la sera del 27 agosto 1590 nel palazzo del Quirinale, all'età di 68 anni.
Fu sepolto nella cappella fatta costruire da lui stesso nella basilica di Santa Maria Maggiore; il suo cuore è conservato nella chiesa dei Santi Vincenzo e Anastasio a Trevi, in piazza Trevi.

## Documenti del pontificato
- (LA) Papa Sisto V, Contra exercentes astrologiae iudiciariae artem, Bologna, eredi Antonio Blado, 1586.

## Opere su Sisto V
Cinematografia
- Diretta e interpretata da Luigi Maggi Sisto V 1590 - Serie d'Oro, cinema muto torinese in B/N dell'Ambrosio Film, realizzato nel 1911;
- Di Ugo Falena, due film mai realizzati del 1925 - Sisto V Poderosa realizzazione storica del conte Giulio Antamoro;
- Il regista Mario Bonnard ha realizzato nel 1961 - I masnadieri. Salvo Randone nelle vesti di papa Sisto V
- Il regista croato Daniel Marušić ha realizzato nel 1992 un film su papa Sisto V;
- Nel film a episodi Signore e signori, buonanotte (1976), l'episodio "Il Santo Soglio" vede come protagonista un cardinale che si finge malato, e che poi viene eletto papa, interpretato da Nino Manfredi, la cui figura è un chiaro riferimento a Sisto V.
- Il regista Luigi Magni nel 1983 realizzò il film State buoni se potete con l'attore Mario Adorf nella parte di Sisto V
- Diretta da Daniel Stuhldreier il film - Children in his Shadow - Eckhard Freise nella parte di papa Sisto V;
- Il regista Giacomo Campiotti nel 2010 ha diretto la miniserie televisiva Preferisco il Paradiso. L'opera è incentrata sulla vita di San Filippo Neri, interpretata dall'attore Gigi Proietti e con Sergio Fiorentini nella parte di Sisto V;

Musica
- Nell'album Sabato pomeriggio di Claudio Baglioni (1975) è presente una canzone dal titolo Sisto V.

## Sisto V nella tradizione romana
Non furono sereni i rapporti tra il papa marchigiano e la municipalità capitolina. Il pontefice nei suoi cinque anni di pontificato mostrò un attivismo, particolarmente in ambito politico ed edilizio, che non mancò di causare numerosi attriti con le autorità del comune, particolarmente dovuti alla manifesta intenzione di ridurne ulteriormente la sua autonomia derivante dagli Statuti e soprattutto di incamerarne le rendite e i tributi di esclusiva spettanza del Senato e dei Conservatori, che più volte furono costretti a dimostrare che tali entrate erano state concesse in passato in modo solenne.

Tali rendite del resto consentivano alla municipalità di provvedere a numerosi bisogni della cittadinanza, primi fra tutti in quel periodo, la costruzione nella città delle condutture dell'Acqua Felice, a cui la municipalità fu chiamata da Sisto V a partecipare alle spese in modo cospicuo, e la predisposizione di un deposito di grano per i bisogni della popolazione, oltre ai compiti istituzionali e tipici del Magistrato romano come la cura dei monumenti cittadini e il mantenimento dei ponti e delle strade a cui si provvedeva con la contrazione di prestiti che venivano restituiti dilazionati con la riscossione di alcuni tributi e con la vendita di uffici comunali, come quella del Notaio Capitolino, o l'appalto di alcune gabelle.

Solo la morte del pontefice ormai deciso a fare un censimento delle entrate del comune, sventò il tentativo di farne l'elenco e il conseguente molto probabile incameramento presso la Camera Apostolica, sollevando dai timori gli ufficiali capitolini che registrarono la notizia della scomparsa con queste parole:

Va menzionata una leggenda secondo la quale Sisto V venne a sapere che c'era un crocefisso che sanguinava; lui allora, recatosi sul posto, prese una scure e spaccò il crocefisso, dicendo "come Cristo ti adoro, come legno ti spacco". Ed in effetti sembra che si trovassero all'interno spugne intrise di sangue. Questa leggenda ispirò al Belli il sonetto romanesco "Papa Sisto":
de vicarj de Dio, nun z'è mai visto

un papa rugantino, un papa tosto,

un papa matto uguale a Ppapa Sisto.

     E nun zolo è da dì che dassi er pisto

a chiunqu'omo che j'annava accosto,

ma nu la perdunò neppur'a Cristo,

e nemmanco lo roppe d'anniscosto.

     Aringrazziam'Iddio c'adesso er guasto

nun pò ssuccede ppiù che vienghi un fusto

d'arimette la Cchiesa in quel'incrasto.

     Perché nun ce pò èsse tanto presto

un antro papa che je piji er gusto

de mèttese pe nome Sisto Sesto.»
E comunque dal papa "rugantino" e "tosto" gli ebrei romani, contro i quali si era particolarmente accanito il domenicano già inquisitore Pio V, a causa della sistematica usura che praticavano nei confronti dei cittadini dello Stato Pontificio, ottennero grazie alla bolla Christiana pietas, infelicem Hebreorum statum commiserans, grandi alleggerimenti del regime punitivo a cui erano sottoposti ormai da decenni.

Un'altra curiosità che lega Sisto V alla "vulgata" romana: con la sua riforma delle tasse, non fidandosi dei funzionari locali, il papa reclutò suoi fidati compaesani marchigiani per esercitare il mestiere di esattori. Nacque per tale motivo il famoso detto, ancora oggi presente nella memoria dei romani: 
cchè 'n marchisciano fori daa porta.»

## Diocesi erette da Sisto V

### Nuove diocesi

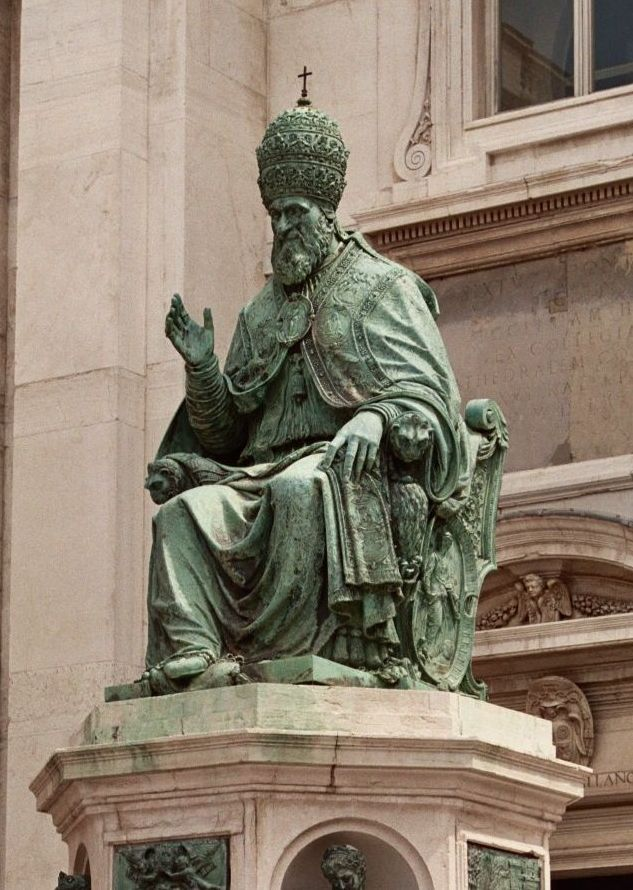
Antonio Calcagni, Monumento a Sisto V, Loreto

- 1º maggio 1585 (bolla Aequum et rationi):
  - Diocesi di Wenden (nei Paesi baltici, territorio di nuova evangelizzazione)
- 17 marzo 1586 (bolla Pro excellenti):
  - Diocesi di Loreto (sostituisce quella di Recanati, soppressa);
- 24 novembre 1586 (bolla Super universas):
  - Diocesi di Montalto (territorio ricavato dalle diocesi circostanti (Ripatransone, Fermo e Ascoli);
- 26 novembre 1586 (bolla Superna dispositione)
  - Diocesi di San Severino (nelle Marche, il suo territorio fu ricavato dalla diocesi di Camerino)
- 5 ottobre 1587 (bolla In supereminenti)
  - Diocesi di Teruel (in Spagna, il suo territorio fu ricavato dall'arcidiocesi di Saragozza)
- 19 febbraio 1588
  - Diocesi di Funay (in Giappone, il territorio fu ricavato dalla diocesi di Macao)
- 1590
  - Curtea de Argeș (in Valacchia, territorio di nuova evangelizzazione)

### Elevazioni al rango di arcidiocesi
- 24 maggio 1589 (bolla Universis orbis ecclesiis):
  - Diocesi di Fermo (elevata al rango di arcidiocesi metropolitana)

### Unione di diocesi
- 10 dicembre 1586 (bolla Super universas)
  - Diocesi di Tolentino e Diocesi di Macerata

## Concistori per la creazione di nuovi cardinali
Papa Sisto V durante il suo pontificato ha creato 33 cardinali nel corso di 8 distinti concistori.

## Canonizzazioni
Papa Sisto V proclamò santo lo spagnolo Diego d'Alcalá (1588, ricorrenza il 13 novembre).
Inoltre beatificò Simonino di Trento (1588).
Infine proclamò Bonaventura da Bagnoregio dottore della Chiesa (bolla Triumphantis Hierusalem del 1588).

## Genealogia episcopale e successione apostolica
La genealogia episcopale è:
- Vescovo Antonio Lauro
- Papa Sisto V

La successione apostolica è:
- Vescovo Giulio Fioretti, O.F.M. (1572)
- Vescovo Marco Saraceni (1574)
- Cardinale Mariano Pierbenedetti (1577)
- Vescovo Antonio Fera, O.F.M.Conv. (1584)
- Vescovo Properzio Resta, O.F.M.Conv. (1586)

## Ascendenza
|                                             |   |   | Genitori |  |  | Nonni         |  |  | Bisnonni      |  |
|                                             |   |   |          |  |  | Giacomo Ricci |  |  | Antonio Ricci |  |
|                                             |   |   |          |  |  | Giacomo Ricci |  |  | Antonio Ricci |  |
|                                             |   | … |          |  |  | Giacomo Ricci |  |  |               |  |
| Francesco Piergentile "Peretto di Montalto" |   |   |          |  |  | Giacomo Ricci |  |  |               |  |
|                                             |   | … | …        |  |  |               |  |  |               |  |
|                                             |   | … | …        |  |  |               |  |  |               |  |
|                                             |   | … | …        |  |  |               |  |  |               |  |
| Felice Piergentile "Peretti" (papa Sisto V) |   | … |          |  |  |               |  |  |               |  |
|                                             | … | … |          |  |  |               |  |  |               |  |
|                                             | … | … |          |  |  |               |  |  |               |  |
|                                             | … | … |          |  |  |               |  |  |               |  |
| Mariana Ricucci di Frontillo di Sopra       | … |   |          |  |  |               |  |  |               |  |
|                                             |   | … | …        |  |  |               |  |  |               |  |
|                                             |   | … | …        |  |  |               |  |  |               |  |
|                                             |   | … | …        |  |  |               |  |  |               |  |
|                                             |   | … |          |  |  |               |  |  |               |  |